# Skomlin (gmina)
Skomlin – gmina wiejska w województwie łódzkim, w powiecie wieluńskim. W latach 1975–1998 gmina położona była w województwie sieradzkim.
Siedziba gminy to Skomlin.
Według danych z 30 czerwca 2004 gminę zamieszkiwały 3463 osoby. Natomiast według danych z 31 grudnia 2019 roku gminę zamieszkiwało 3319 osób.
Gmina stanowi 5,92% powierzchni powiatu.

## O gminie
Gmina Skomlin leży w południowo-zachodniej części powiatu wieluńskiego. Na terenie gminy panują korzystne warunki agroklimatyczne. Podstawą utrzymania mieszkańców gminy jest praca w rolnictwie. Wielkość przeciętnego gospodarstwa wynosi od 5 do 7 ha. Uprawia się tu przede wszystkim zboża i rośliny okopowe.

## Struktura powierzchni
Według danych z roku 2002 gmina Skomlin ma obszar 54,95 km², w tym:
- użytki rolne: 77%
- użytki leśne: 14%

## Demografia

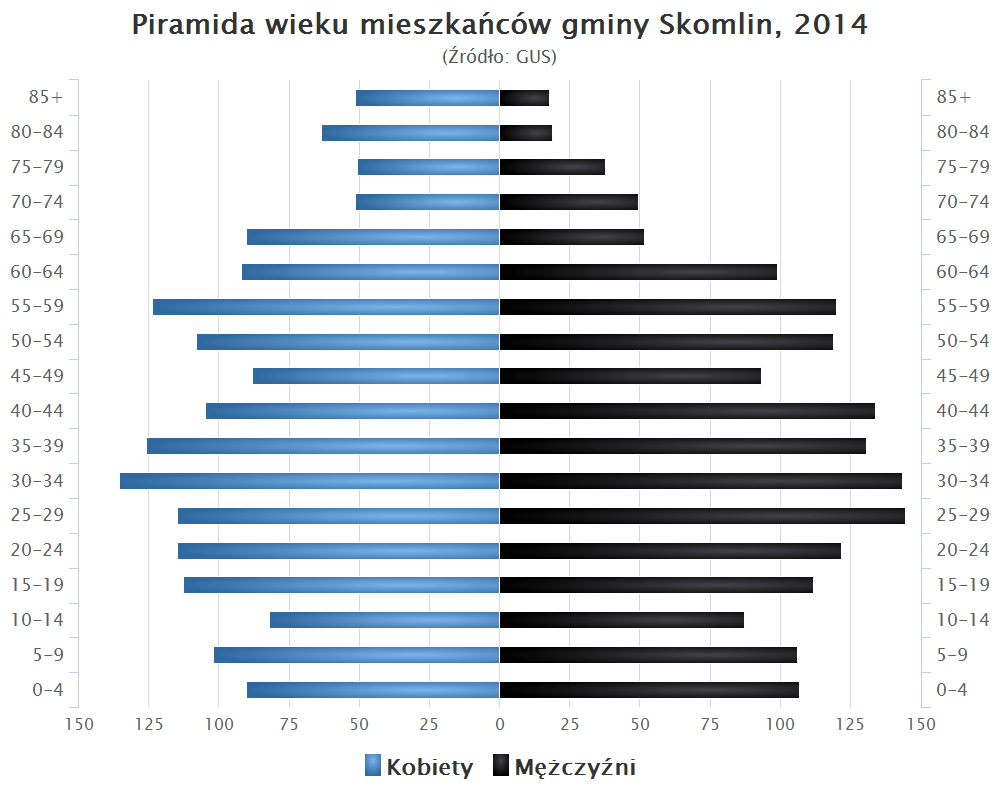
Piramida wieku mieszkańców gminy Skomlin w 2014 roku

Dane z 30 czerwca 2004:
| Opis                              | Ogółem | Ogółem | Kobiety | Kobiety | Mężczyźni | Mężczyźni |
| --------------------------------- | ------ | ------ | ------- | ------- | --------- | --------- |
| Jednostka                         | osób   | %      | osób    | %       | osób      | %         |
| Populacja                         | 3463   | 100    | 1750    | 50,5    | 1713      | 49,5      |
| Gęstość zaludnienia [mieszk./km²] | 63     | 63     | 31,8    | 31,8    | 31,2      | 31,2      |

## Sołectwa
Bojanów, Brzeziny, Klasak Duży, Maręże, Skomlin (sołectwa: Skomlin I i Skomlin II), Toplin, Walenczyzna, Wichernik, Wróblew, Zbęk.

## Pozostałe miejscowości
Kazimierz, Klasak Mały, Królewska Grobla, Ług, Malinówka, Niedźwiady, Smugi, Wygoda, Zadole, Złota Góra.

## Sąsiednie gminy
Biała, Gorzów Śląski, Łubnice, Mokrsko, Praszka, Wieluń